# Норицина, Дарья Сергеевна
Дарья Сергеевна Норицина (родилась 20 июля 1996 года) — российская регбистка, выступающая за клуб «РГУТИС-Подмосковье» и сборную России по регби-7. Мастер спорта России (20 ноября 2017), Заслуженный мастер спорта России.

## Биография
Родилась в городе Пермь. Занималась русскими народными танцами и пением в народно-вокальном ансамбле «Прикамье». Позже перешла в легкую атлетику (спринт), имеет звание кандидата в мастера спорта по легкой атлетике. Выступает за клуб «РГУТИС-Подмосковье», мастер спорта. Привлекается в сборные по регби-15 и регби-7, в составе российской сборной выигрывала чемпионаты Европы 2016, 2017, 2018, 2019 и 2021 годов (этап в Москве), а также участвовала в Кубке мира 2018 года. Увлекается прыжками с парашютом и оформлением причёсок — именно она стала автором образа Алёны Михальцовой.
В июле 2021 года включена в заявку команды ОКР на Олимпиаду в Токио.